# Duchowość ignacjańska

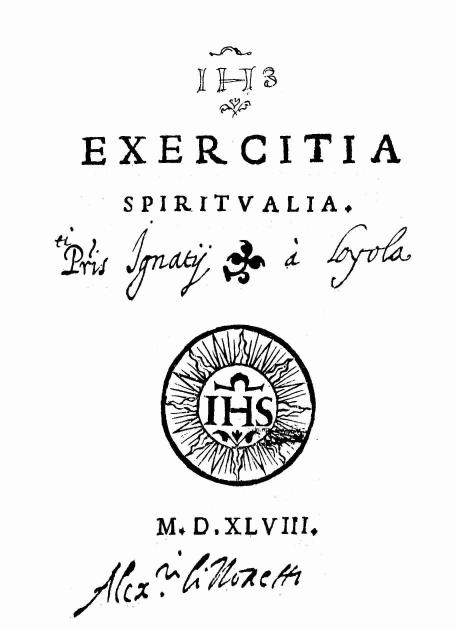
Pierwsza strona pierwszego wydania Ćwiczeń duchownych z 1548 r. (158x108 mm)

Duchowość ignacjańska – metoda kształtowania i prowadzenia życia wewnętrznego oraz zewnętrznego człowieka, chrześcijanina oparta na ćwiczeniach duchowych zaproponowanych przez Ignacego Loyolę, założyciela zakonu jezuitów.

## Zakres pojęcia

### Duchowość ignacjańska a duchowość chrześcijańska
Duchowość ignacjańska jest swoistą formą przeżywania duchowości chrześcijańskiej według linii percepcji ukształtowanej przez wspomniane dzieło Loyoli. Wyznaczyć w niej można kilka podstawowych elementów, które duchowości ogólnochrześcijańskiej nadają określonego, tzw. „ignacjańskiego” kolorytu; przy czym tę ogólnochrześcijańską duchowość należy rozumieć jako postawę przyjęcia Jezusa Chrystusa za Mesjasza, Wcielonego Syna Bożego. Duchowość ignacjańska ogranicza doświadczanie duchowości chrześcijańskiej do ram łączności a także uznania zaleceń i nauki Kościoła rzymskokatolickiego. Niektórzy historycy protestanccy uważają nawet, iż idea bliźniego została przez Ignacego ograniczona wyłącznie do osób należących do Kościoła rzymskokatolickiego. Jednak należy pamiętać, że Ignacy propagował zasadę by „(...)heretykom jako ludziom okazywać miłość, pragnienie ich zbawienia i współczucie.”

### Duchowość ignacjańska a duchowość jezuicka
Warto zauważyć, że główne wyznaczniki charakteryzujące duchowość ignacjańską (osiąganą przez wszystkich, którzy odbyli 30 dniowe Ćwiczenia Duchowne) – są charakterystyczne także dla duchowości Towarzystwa Jezusowego (jezuitów). Obydwie duchowości bazują na książeczce Ćwiczeń, Konstytucjach Towarzystwa Jezusowego i pismach zakonotwórczych. Natomiast różnią się przede wszystkim tym, że ta ostatnia jest formą duchowości przystosowaną do życia w zakonie.

### Duchowość ignacjańska dla świeckich
Poruszając temat duchowości ignacjańskiej nie można zapomnieć także o jej świeckim wymiarze. Jezuita Jean Leunis zakłada w 1584 Sodalicje Mariańskie, formę która w jego czasie umożliwia świeckim studentom rzymskim praktykowanie duchowości ignacjańskiej w życiu codziennym. Tworzą się przez nie ośrodki modlitwy ale też miejsca podejmowania samodzielnych działań na rzecz ubogich i odrzuconych. Świeccy praktykują codzienny ignacjański rachunek sumienia, rozeznanie, odprawiają kolejne tygodnie rekolekcji. W XX wieku Sodalicje Mariańskie przekształciły się we Wspólnoty Życia Chrześcijańskiego. Nowa formacja opiera się na świeckich liderach rozeznających znaki czasu i podejmujących autonomiczne działania apostolskie, wypracowuje też własne Normy i Zasady Ogólne.
Po określonym czasie formacji członkowie WŻCh prowadzą rekolekcje metodą ignacjańską są kierownikami duchowymi oraz czynnie udzielają się w życiu społecznym.

## Podstawowe zasady
Posłuszeństwo
Wśród głównych imperatywów i motywów duchowości ignacjańskiej odnajdziemy doświadczenie Mesjasza wzywającego do osobistego i całkowitego zjednoczenia z Jezusem i Jego drogą oraz do służby Jemu dla wsparcia dzieła zbawienia – po przywróceniu człowieka do jego celu wyrażonego w Zasadzie Fundamentalnej; cel ten, czyli spełnienie siebie jest tożsamy z odnalezieniem się w chwale, służbie u wielbieniu Trójjedynego Boga w Kościele rzymskokatolickim. Stąd duchowość ignacjańska charakteryzuje się znaczeniem dokonania osobistego i po ignacjańsku totalnego wyboru na rzecz Jezusa, rozumianego jako posłuszeństwo nauce i zaleceniom Kościoła katolickiego.
Agere Contra
Według tej zasady należy nie tyle biernie bronić się przed pokusą co zaatakować ją działaniem zupełnie przeciwnym np. walcząc z chciwością należy rozdawać jałmużnę. Niemniej kładzie ona bardziej nacisk na zjednoczenie woli z Jezusem i „ignacjańskie” posłuszeństwo niż na zewnętrzną dosadność pokuty i umartwienia.
Magis
Istotnym elementem ignacjańskiego przyjęcia zbawienia jest także postawa magis. Polega ona na nieustannym dążeniu do coraz skuteczniejszej służby Bogu. Realizuje się ją przez codzienny wybór tego, co lepiej służy celowi tj. zbawieniu siebie i bliźnich.
Tantum, quantum
Inną regułą istotną dla duchowości ignacjańskiej jest także zasada tantum, quantum (łac. tyle, o ile). Polega ona na stwierdzeniu, że człowiek powinien o tyle korzystać z rzeczy stworzonych o ile prowadzą go do zbawienia. Jeśli natomiast mu w tym przeszkadzają, powinien się od nich uwalniać.
Rozeznawanie Duchów
Jednocześnie Ignacy stwierdził, że zły duch może atakować sumienie na dwa sposoby, w celu odciągnięcia człowieka od Boga. Po pierwsze, jeśli ktoś posiada sumienie szerokie, wtedy zły duch stara się sprawić „by wreszcie nawet bardzo ciężkie grzechy nie miały dlań wielkiego znaczenia.” Kiedy natomiast napotyka kogoś o sumieniu delikatnym „stara się usidlić takie sumienie, wmawiając mu grzech tam, gdzie go nie ma”. W celu zorientowania się, jaki rodzaj ataku jest przeprowadzany, Ignacy proponuje stosowanie reguł rozeznawania duchów dobrego i złego (które znajdują się w książeczce Ćwiczeń Duchownych).
Ignacjański Rachunek Sumienia
Istotnym elementem tej duchowości jest także codzienna praktyka ignacjańskiego rachunku sumienia. Składa się on z pięciu stałych punktów opisanych w Ćwiczeniach Duchownych, z których pierwszy polega na dziękczynieniu Bogu za otrzymane dobra.
Istota Ćwiczeń
W duchowości Ćwiczeń, duchowości ignacjańskiej doświadcza się więc realnie Mesjasza jako przychodzącego Króla Wszechświata, okazującego miłość i miłosierdzie Ojca w jedności z Duchem Świętym i przekazującego ją z głębi swego Serca jako wezwanie do osobistego zjednoczenia i miłości, która jest opisana również specyficznym rozumieniem pokory chrześcijańskiej, widzianej przez Loyolę jako szczególne zespolenie zobowiązań i miłości, jak świadczą o tym podane przez Ignacego „trzy stopnie pokory”.
Obrazowo rzecz ujmując, można powiedzieć, że jak i inne specyficzne duchowości chrześcijańskie względem głównej duchowości chrześcijańskiej – tak duchowość ignacjańską można porównać do transpozycji bądź transkrypcji, „aranżacji”, „przekładu”, „inscenizacji” jakiegoś dzieła bądź wreszcie do działania określonego filtru w fotografii. Duchowość ignacjańska jest swoistym kształtem przyjęcia duchowości Zbawiciela, w którym kładzie się nacisk na osobiste zaangażowanie i dopasowanie.

## Percepcja i znaczenie w historii
Płynąca z duchowości ignacjańskiej metoda szkolnictwa, zajadle nieraz atakowana, jednocześnie kształtowała przez wieki i do dzisiaj działa siłą ducha zawartego w Ratio studiorum – a gdy Towarzystwu Jezusowemu brutalnie przerywano działalność i tak potrafiła przebijać się do praktycznego działania, jak choćby w historii zasłużonej dla Polski Komisji Edukacji Narodowej. W świecie, gdzie poważnym stawał się konflikt wywodzących się z Europy konkwistadorów z wyniszczanymi Indianami: ludzie tej duchowości potrafili tworzyć chrześcijańskie wspólnoty – „Republiki Guaranów”, czyli tzw. redukcje paragwajskie. Żywiołowość walki ze światem jezuickim, czasami z granic obsesji, łatwo jest zauważyć, śledząc odnośne artykuły począwszy od encyklopedycznego dzieła wychowanka jezuitów Voltaire’a czy metody jakimi starano się odpędzić jezuitów tak od cesarstwa japońskiego, jak od krajów protestanckich. Zdolność wyzwalania od ograniczeń i ciasnoty zawarta w tej duchowości – może być weryfikowana choćby przez analizę praktyki stosowanej w krajach, gdzie prowadzono misje już w XVI w. – wyprzedzając praktykę inkulturacji z trudem w Kościele przebijającą się nawet w XX w. Sformułowania z książeczki Ćwiczeń, jak „Zasada Fundamentalna” czy treść „Ofiarowania się na służbę Boskiemu Majestatowi” przez cały czas późniejszej historii Kościoła pojawiają się i trwają do dziś czy to w formule ślubów zakonnych w wielu zgromadzeniach jak i w tekstach dogmatycznych począwszy od Sobór Trydencki aż po Katechizm Kościoła Katolickiego. Także z polskiego podwórka ostatniego czasu – można tę rozległość oddziaływań ukazać choćby przez przytoczenie związków, jakie występują, na co wskazuje sam autor, w oryginalnej metodzie szkoleń zarządzania opracowanej przez praktyka i teoretyka treningów personalnych, Ryszarda Stockiego, wskazującego te odniesienia choćby przy okazji omawiania znaczenia nakreślenia misji dla skuteczności zarządzania. Co najmniej od XIX w. każdy papież wypowiada się oficjalnie i nie jeden raz: podkreślając znaczenie Ćwiczeń Duchownych Św. Ignacego.